# Rio Cernovăţ
O Rio Cernovăţ é um rio da Romênia, afluente do Caras, localizado no distrito de Caraş-Severin.